# Prostitution en Martinique
La prostitution en Martinique est un phénomène répandu malgré son interdiction légale, en vertu des lois françaises réprimant les clients de la prostitution. 

## Historique
Les premières lois sur la prostitution en Martinique ont été publiées dès 1850. Elles avaient pour but d'éloigner les prostituées des lieux publics, mais étaient relativement peu appliquées et respectées. 
Dans les années 1930, après l'émergence du tourisme et le début de la Seconde Guerre mondiale, de nouvelles lois ont été établies. Elles visaient la prostitution dans les bars et restaurants de Fort-de-France, que les autorités de l'époque considéraient comme un facteur majeur de transmission d'IST. À la suite de ces lois, les jeunes femmes travaillant dans les bars et restaurants ont dû se munir d'un « certificat de non-contagiosité. » Le but des autorités étaient de déplacer la prostitution vers des lieux non publics. Refusant d'aller travailler dans des lupanars, les prostituées ont continué leur activité dans les bars et restaurants.

## Situation actuelle
Actuellement, la prostitution de rue est courante à Fort-de-France. La plupart des prostituées sont des immigrées provenant de République dominicaine, du Venezuela, d'Haïti, de Colombie, du Brésil et de Saint-Christophe-et-Niévès, qui se sont rendues en Martinique à la recherche d'une vie meilleure.